# Tommaso Natale
Tommaso Natale Rao (Palermo, 3 juni 1733 – aldaar, 28 september 1819) was een aristocraat en vrijmetselaar in het koninkrijk Sicilië. Natale was markies van Monterosato (vanaf 1788). Natale was een rechtsgeleerde. Hij zette zich in voor een menswaardig strafrecht, in dezelfde geest als Gottfried Wilhelm Leibniz in het Duitse keurvorstendom Hannover, en zijn tijdgenoot markies Cesare Beccaria in het Oostenrijks hertogdom Lombardije.

## Levensloop

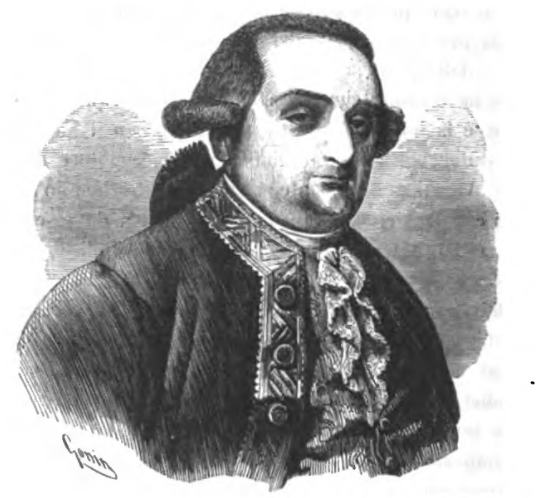
Markies Cesare Beccaria, tijdgenoot, in Milaan

Hij was de oudste zoon van Domenico Natale, markies van Monterosato, en Beatrice Rao, die afstamde van stadspatriciaat van Messina. Vanaf jonge leeftijd kreeg Natale privéleraars; zijn oom Giovanni Natale coördineerde het onderwijs voor hem. Veel les kreeg Natale over het Oudgrieks. Een leraar die hem erg beïnvloedde was Nicolò Cento. Cento introduceerde via hem de rechtsfilosofische ideeën van Leibniz en Wolff op Sicilië. Als adolescent werd Natale lid van de Accademia del Buongusto, een literair gezelschap in Palermo.
In 1756 publiceerde Natale een boek waarin hij de filosofische gedachtegang van Leibniz uiteenzette. Hij noemde het Deel Een. Het werk van deze protestantse filosoof werd bekritiseerd door de jezuïeten in Sicilië. Meer nog, het Heilig Officie in Rome verbood in 1758 de lectuur en de verdere verspreiding. Zijn boek werd dus gecensureerd. Natale moest in het openbaar zijn trouw aan het Roomse geloof uitspreken. Het werk werd niettemin gelezen; de verspreiding kende een vlucht nadat in 1782 het Heilig Officie was afgeschaft. Natale schreef echter geen vervolg op Deel Een.
In 1772 publiceerde Natale zijn meesterwerk: Riflessioni politiche intorno all’efficacia e necessità delle pene. Het gaf hem bekendheid in Sicilië en buiten de landsgrenzen. Zijn ideeën liepen gelijk met deze van markies Cesare Beccaria in Milaan. Het strafrecht moest een menselijker gelaat krijgen. Enkel misdrijven die schade toebrachten aan de samenleving moesten gestraft worden. Dit betekende bijvoorbeeld dat blasfemie, zelfmoord, overspel en dergelijke uit het strafrecht moesten komen. Foltering van verdachten moest verdwijnen. Natale legde uit waarom de zware straffen die in Sicilië werden uitgesproken niet geleid hebben tot minder misdaad. De doodstraf mocht van hem slechts in zeldzame gevallen uitgevoerd worden. Daarmee sprak hij de Franse advocaat Linguet tegen die juist méér doodstraffen wenste. In dit werk pleitte Natale ook voor seculier onderwijs, dus los van de Roomse Kerk. Zo konden de jonge Sicilianen kennis maken met algemene rechtsbeginselen en ernaar handelen. 
Natale was reeds van jonge leeftijd lid van de vrijmetselaarsloge Saint Jean d’Ecosse. Deze loge zetelde in Palermo. Zij hing af van de grootloge in Marseille.
De productie van literair werk hield op in de jaren 1780. Dit had te maken met de ambten die hij opnam. Natale werd lid van de Raad van State van het koninkrijk Sicilië; hij bleef vele jaren staatsraad. 
Vanaf 1789 was hij werkzaam als toezichter op het Koninklijk Patrimonium, wat hij bleef tot aan zijn dood. Hij was afgevaardigde, op de bank der edelen, in het parlement van Sicilië. Hij was bestuurder van de Berg van Barmhartigheid in Palermo in de jaren 1784-1785. Hij was afgevaardigde van de universiteit van Palermo, zonder evenwel daar les gegeven te hebben. Daarnaast werkte hij jarenlang als adviseur bij de Hoogste Handelsrechtsbank. 
Bovendien werd in de jaren 1790 zijn aandacht opgeslorpt door zijn lidmaatschap van de Raad van Hypotheken, een raad die betrekking had op het gigantisch grootgrondbezit van adel en Roomse Kerk op Sicilië. Natale zag er de mogelijkheid om een hervorming van de landbouw door te voeren, doch dit verliep moeizaam. Hij organiseerde een hoorzitting bij de koning van Sicilië om alle landbouwgronden van Acireale intensief te bebouwen om zo de handel te bevorderen.
Wanneer bij het einde van het Napoleontisch bestuur in Napels (1812), de koning van de toekomstige Beide Siciliën (Napels en Sicilië) plannen had om een Senaat op te richten, was Natale niet betrokken. Hij schreef een klachtenbrief naar de koning. 
Natale stierf toen hij zijn Riflessione politiche aan het actualiseren was. Hij kreeg geen kerkelijke begrafenis. Zijn beenderen werden in het rond gestrooid.

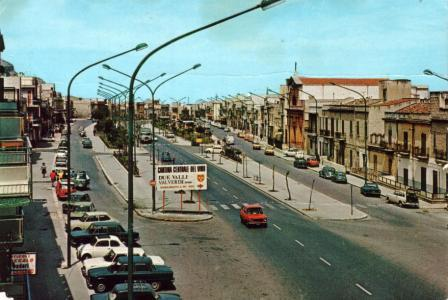
Wijk Tommaso Natale in Palermo, Sicilië

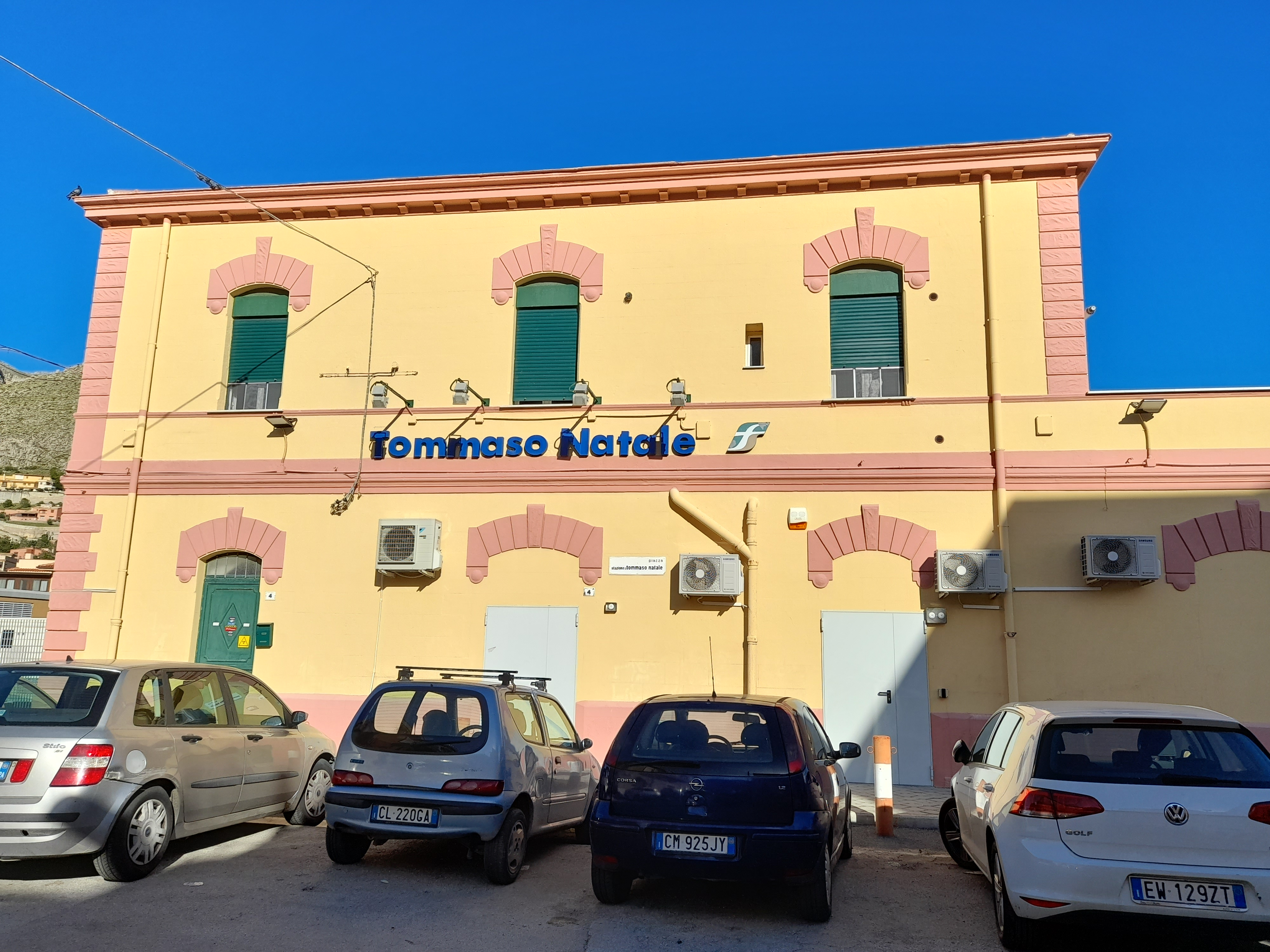
Treinstation Tommaso Natale, Palermo

## Familie
Na de dood van zijn moeder (1752) werd hij eigenaar van het Bos van Taormina. Haar familienaam Rao of Rao werd soms aan zijn familienaam Natale toegevoegd. Na de dood van zijn vader (1788) verwierf hij de titel van markies van Monterosato.
In 1784 – aan de leeftijd van 51 jaar – huwde Natale met Rosalia Gugino, dochter van de jurist Giuseppe Gugino. Het gezin had negen kinderen, vier jongens en vijf meisjes. Na zijn dood kreeg elk van hen de titel van markies/markiezin van Monterosato.

## Werken
- Orazione funbre in morte del sacerdote Giuseppe Natoli, Palermo 1752. Dit was een grafrede voor de priester Natoli. Natale besprak met lof diens liefdadigheid en hulp tijdens de pestepidemie in Palermo.
- La filosofia leibniziana, Primo Tomo, Florence 1756. Dit was het eerste deel van de filosofische werken van Leibniz zoals Natale ze beschreef. Hij schreef dit uit in Toscaanse verzen.
- Riflessioni politiche intorno all’efficacia e necessità delle pene, Palermo 1772. Dit was zijn meesterwerk. Hij pleitte voor een hervorming van het strafrecht en de strafvervolging.
- Osservazioni intorno al paragrafo XI del Diritto della guerra e della pace del signor Grozio, Palermo 1773. Natale bepleitte het gebruik van dwang en geweld binnen een kader van waarden en rechtsprincipes.
- La Illiade di Omero, Palermo 1773. De eerste vier boeken van de Ilias van Homerus vertaalde hij van het Oudgrieks naar het Italiaans. Bovendien schreef hij in Italiaanse versvorm.
- In 1807 bracht hij de vertaling uit van nog twee boeken van de Ilias.

## Eerbewijzen
Het gezin betrok een stadspaleis in het centrum van Palermo, in de wijk Kalsa. Een herdenkingssteen aan de voorgevel herinnert aan de hervorming van het strafrecht waarvoor Natale streed.
Daarnaast bezat hij een buitenverblijf Villa Natale, door hem gebouwd circa 1750, op een uitgestrekt landgoed buiten Palermo. Op dit landgoed waren er, naast zijn landhuis, een boerderij, ateliers en opslagschuren. Deze wijk werd later in de 19e eeuw naar hem de wijk Tommaso Natale genoemd. Het zijn de huizen van de arbeiders die de kern van de 19e-eeuwse wijk zijn geworden. Een straat en een plein zijn naar hem genoemd in de gelijknamige wijk.